# 安东尼奥·卡瓦哈尔
安東尼奧·菲歷斯·"托達"·卡巴查·洛迪古斯（西班牙語：Antonio Félix "Tota" Carbajal Rodríguez，1929年6月7日—2023年5月9日）是一名墨西哥前職業足球運動員，擔任守門員。他曾經連續五次代表墨西哥參加世界盃足球賽，是目前累積出席及上陣最多屆世界盃足球賽的足球運動員，與德國足球運動員路德·馬圖斯及墨西哥足球運動員拉菲爾·馬基斯並列。

## 球會生涯
卡巴查出生於墨西哥首都墨西哥城，1948年開始成為西班牙會的職業足球員，1948年獲得代表墨西哥參加倫敦奧運，首仗以三比五不敵南韓出局。1950年西班牙會宣佈解散，卡巴查選擇加盟利昂，期間協助球隊奪得兩項墨西哥超級足球聯賽冠軍、一項墨西哥盃冠軍及一項墨西哥冠军杯冠軍，卡巴查一直效力至1966年才退役。

## 國家隊生涯
卡巴查獲入選墨西哥大名單參加1950年世界盃足球賽，1950年6月24日在巴西里約熱內盧馬拉簡拿運動場完成他的國際賽處子秀，對手是東道主巴西，當時以21歲17日成為當屆最年輕的門將。他自從成為墨西哥隊主力門將，先後參加1954年、1958年、1962年三屆世界盃，成為第一位出席四屆世界盃的球員，在1962年6月7日對捷克斯洛伐克一仗，他協助墨西哥取得第一場世界盃勝仗。四年後的英格蘭世界盃，卡巴查再次打破紀錄五度出席世界盃，在世界盃歷年來除了他只有與德國足球運動員路德·馬圖斯及墨西哥足球運動員拉菲爾·馬基斯五次出席世界盃，意大利足球運動員贊路爾基·保方雖然同樣五次出席世界盃但只在四度世界盃上陣，
卡巴查總共為墨西哥出場48場國際比賽，在1950年至1966年的11場世界盃比賽中，他總丟失了25球，這一紀錄直到2002年被沙特阿拉伯門將穆罕默德·代亞耶亞（Mohamed Al-Deayea）追平。

## 領隊生涯

### 統計數據
|             | 國家   | 由           | 至            | 成績 | 成績 | 成績 | 成績 | 成績  | 成績 | 成績 | 成績 |
| 球會        | 國家   | 由           | 至            | 比賽 | 勝   | 和   | 負   | 勝率% | 入球 | 失球 | +/-  |
| ----------- | ------ | ------------ | ------------- | ---- | ---- | ---- | ---- | ----- | ---- | ---- | ---- |
| 利昂1       | 墨西哥 | 1969         | 1969          | 18   | 9    | 4    | 5    | 50%   | 27   | 18   | +9   |
| 利昂2       | 墨西哥 | 1970         | 1972          | 82   | 36   | 24   | 22   | 43.9% | 154  | 109  | +45  |
| 制革工會3   | 墨西哥 | 1974         | 1977          | 156  | 49   | 52   | 55   | 31.4% | 222  | 214  | +8   |
| 利昂4       | 墨西哥 | 1978         | 1979          | 18   | 9    | 1    | 8    | 50%   | 23   | 29   | -6   |
| 農民運動員5 | 墨西哥 | 1980         | 1980年6月22日 | 8    | 6    | 1    | 1    | 75%   | 15   | 4    | +11  |
| 莫雷利亞6   | 墨西哥 | 1985年1月5日 | 1995年9月23日 | 440  | 139  | 149  | 152  | 31.6% | 589  | 629  | -40  |
| 生涯        | 生涯   | 生涯         | 生涯          | 722  | 248  | 231  | 243  | 34.3% | 1030 | 1003 | +27  |

1包括1969-1970賽季墨西哥超級聯賽及盃賽的成績

2僅包括1970-71和1971-72年墨西哥超級聯賽（常規賽和附加賽）、盃賽和冠軍盃，不包括1970年及1972-73季墨西哥超級聯賽的成績

3包括墨西哥超級聯賽（常規賽和附加賽）及盃賽的成績

4僅包括1978-79賽季墨西哥超級聯賽的成績，不包括1979-80季墨西哥超級聯賽的成績

5僅包括墨西哥乙組聯賽的附加賽成績

6包括墨西哥超級聯賽的成績（常規賽和附加賽）、盃賽和1988年中北美洲及加勒比海冠軍盃的成績

## 榮譽

### 球員
利昂
- 墨西哥超級足球聯賽: 1951–52, 1955–56
- 墨西哥盃: 1957–58
- 墨西哥冠军杯: 1955–56

個人
- IFFHS中北美洲及加勒比海男子全明星隊: 2021[7]

### 領隊
利昂
- 墨西哥盃: 1970–71, 1971–72
- 墨西哥冠军杯: 1970–71, 1971–72

農民運動員
- 墨西哥乙組聯賽 : 1979–80

個人
- 西特拉利獎（最佳領隊）: 1975-76